# 鞘柄翠雀花
鞘柄翠雀花（学名：Delphinium coleopodum）是毛茛科翠雀属的植物，为中国的特有植物。分布于中国大陆的云南等地，生长于海拔3,000米至3,700米的地区，常生长在山地草坡，目前尚未由人工引种栽培。